# Praça de Gonçalves Zarco

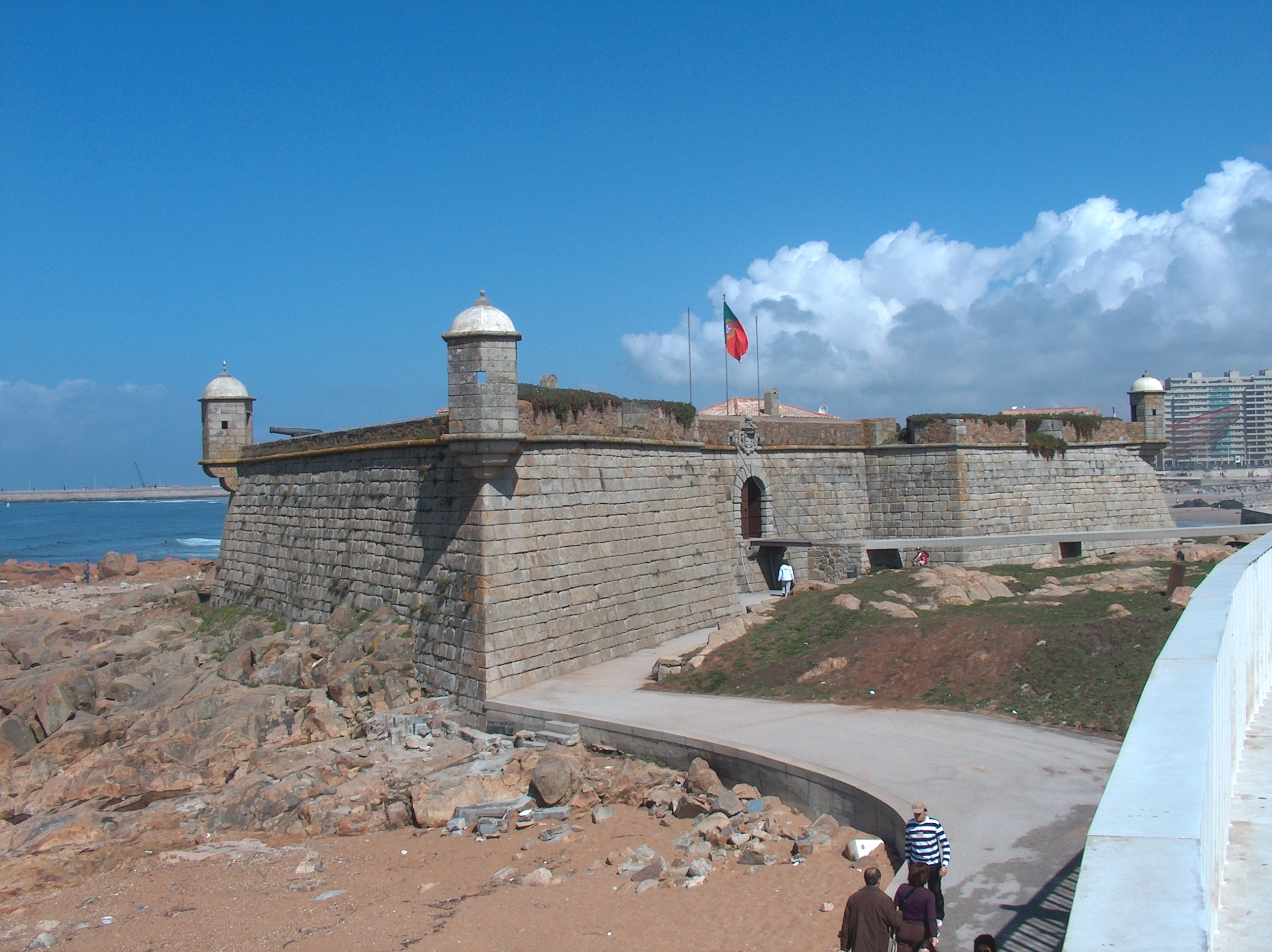
Forte de São Francisco Xavier do Queijo

A Praça de Gonçalves Zarco — popularmente conhecida como Rotunda do Castelo do Queijo — é uma praça na freguesia de Nevogilde da cidade do Porto, em Portugal.

## Origem do nome
A designação atual foi dada em 1941 e procura homenagear João Gonçalves Zarco, navegador português, povoador da Madeira e primeiro capitão-donatário do Funchal.

## Pontos de interesse
- Castelo do Queijo ou Forte de São Francisco Xavier do Queijo
- Estátua equestre de D. João VI, do escultor Salvador Carvão da Silva d'Eça Barata Feyo e inaugurada em 1966, é idêntica à que se encontra na Praça XV de Novembro, na cidade do Rio de Janeiro, no Brasil.
- Sea Life Center

## Acessos
- Estação Matosinhos Sul (1500 m para N)
- Linhas: 200, 202, 203, 205, 500 e 502 dos STCP.